# Фомовка
Фомовка (укр. Хомівка) — село в Сватовском районе Луганской области Украины.
Население по переписи 2001 года составляло 655 человек. Почтовый индекс — 92632. Телефонный код — 6471. Занимает площадь 0,002 км². Код КОАТУУ — 4424081002.

## Местный совет
92631, Луганська обл., Сватівський р-н, с. Гончарівка, вул. Гайового, 1  (укр.)